# Spinigernotus simulatus
Spinigernotus simulatus är en insektsart som först beskrevs av Barber 1918.  Spinigernotus simulatus ingår i släktet Spinigernotus och familjen Rhyparochromidae. Inga underarter finns listade i Catalogue of Life.